# Шумски Финци
Шумски Финци (фин. metsäsuomalaiset, норв. skogfinner, швед. skogsfinnar), фински су досељеници и потомци досељеника из Савоније и северне Тавастије у Финској, који су се настанили у шумовитим крајевима Уже Шведске и Норвешке, од краја 16. до средине 17. века и традиционално се бавили посеци и спали пољопривредом, методом којом се шума претвара у обрадиво земљиште паљењем шума. До касног 18. века, шумски Финци су постали високо интегрисани део друштава Норвешке и Шведске и њихов језик, дијалекат савонског финског, опстао је до 20. века, али се сада сматра изумрлим.

## Етимологија
Израз шумски Финци се први пут појављује у тексту санкција које је издао данско-норвешки краљ 1648. године. Они су (барем локално у Норвешкој) познатији као Savolaksfinner („Савонски Финци”), Rugfinner („Ражани Финци”) због њихове главне житарице и назив који су добили због својих навика — Svedjefinner („Исеци-и-спали Финци”). Овај народ је често за себе употребљавао назив Finnskoginger („Људи из шума Финске”).

## Историја
Порекло шумских Финаца лежи у шведској политици колонизације Финске, дела Шведског царства од 13. века. Силе источно од Финске, Новгород и касније Русија, константно су доводиле у питање шведски суверенитет у ретко насељеним покрајинама источне Финске. Да би осигурали своје краљевство, шведски краљеви, нарочито Густав Васа (1523—1560) и Ерик XIV Шведски (1560—1568) охрабривали су пољопривреднике да населе ову регију, која се користила за традиционалну исеци и запали пољопривреду.
Ова насеља су се суочавала са многим проблемима. Од сукоба са аутохтоним народима Лапонцима и Карелима, до тешких услова живота на ратним фронтовима. Чињеница да „исеци и спали” пољопривреда захтева релативно ниску густину насељености, али и континуирано снабдевање новим „граничним” територијама, је и довела до пренасељености и исељавања шумских Финаца из Савоније (швед. Savolax) и северне Тевастије крајем 16. века.
Главнина шумских Финаца се померила ка северу у Остроботнију (швед. Österbotten) и Кајину (швед. Kajanaland), на истоку ка северозападним границама Карелије (швед. Karelen) и на југу ка Ингрији (швед. Ingermanland) (делу Шведске у то време, сада део Русије). Међутим, процењено да је 10—15% отишло западно преко Балтичког мора у потрази за углавном ненасељеним земљама које најбоље одговарају њиховим потребама.
Прва насеља шумских Финаца у старошведским земљама су основана у Норланду, у покрајинама Гастрикланд, Ангерманланд и Халсингланд у периоду 1580—1590-их. Још један миграциони талас је почео од Меделпада и наставио почетком 17. века ка краљевским земљама у покрајинама Даларна, Вармланд и Далсланд не би ли се заузеле граничне земље са Данском и Норвешком.
На крају, од 1620. године, шумски Финци су почели да се насељавају у Норвешку. Тамо су се настанили у источним жупанијама Хедмарк, Опланд, Акерсхус, Осло и Бускеруд. Највећа концентрација насеља била је у источном делу Хедмарка, богатом шумама, близу границе Шведске, која се данас назива Finnskogen на норвешком и  на шведском, што буквално значи „Шума Финаца”. У овој прилично удаљеној области шумски Финци су били у могућности да се крећу између две земље, јер сама граница није била правилно успостављена до 1751. године.

## Савремено прихватање
У Шведској, миграција шумских Финаца не само да је у почетку била добро прихваћена, већ су је осмислили и охрабривали краљеви, нарочито Карл IX Шведски (1604—11) и Густаф II Адолф Шведски (1611—32). Они су то учинили како би населили велике граничне области краљевства на северу, истоку и западу. Међу подстицајима, који су понуђени досељеним финским фармерима у Шведској, били су седам година потпуног ослобођења од плаћања свих пореза и могућност власништва над великим парцелама плодног земљишта.
Ситуација се променила са растом значаја, примитивне индустрије гвожђа, која почиње да се развија почетком 17. века. Шумски финци су се својим обликом пољопривреде изненада почели сматрати економском претњом, јер су повећавали трошкове прављења ћумура, уништавањем сада вредне дрвне грађе. Спаљивање шума званично је забрањено 1647. године, а Финци су били обавезни да помажу фабрике гвожђа продајом ћумура по вештачки ниској цени.
До краја 18. века, велики део потомака шумских Финаца постао је културно асимилован у шведску популацију. Током протекла два века усвојени су различити закони и прописи како би се убрзано „швеђанизовали” шумски Финци, укључујући и потпуну забрану коришћења финског језика.
У току владавине Краљице Кристине, објављен је проглас 1646. године, којим је позвано на спаљивање кућа свих оних Финаца који нису хтели да уче шведски на подручју, касније названо Шведске земље, западно од Ботнијског залива. Читање књига написаних на финском језику у неким случајевима доводило је до затварања у затворима и током 18. века.
У данској Норвешкој (Норвешка је тада била део уније), ситуација је донекле била слична. Данско-норвешке власти у Копенхагену су наводно подржавале де факто имиграцију и њихов обичај паљења шума, због релативно високих приноса ражи, у односу на врсте житарица, које су Норвежани традиционално узгајали. Међутим, од средине 17. века локалци су изнели своје незадовољство због придошлица и 1648. године краљ Фредерик III Дански је издао „уредбу о шумским Финцима”, ултиматум којим се захтева или њихов повратак у Шведску или обавезивање на прихватање истог степена опорезивања као и домаћи Норвежани.
Упркос новом закону, имиграција се наставила до 1673. године. Године 1686. власти су организовале попис шумских Финаца — у то време вероватно најдетаљнији попис у Норвешкој. Не само да су укључили мушкарце, већ и жене и децу овог народа. Попис из 1686. године још увек постоји и пружа вредне информације о обиму имиграције у Норвешку. У то време је било укупно 1.225 људи (укључујући 160 са мешовитим, финско-норвешким пореклом). Штавише, већина њих је заправо друга или трећа генерација потомака имиграната из Савоније.
Током наредних векова, могућности за њихов традиционални начин пољопривреде се смањивала. Друштвени напредак, укључујући промену пољопривредног модела сада базираног на пашњацима, побољшање образовања и комуникације, променио је из темеља начин живота шумских Финаца. Током времена, држање стоке и других домаћих животиња постепено је постало важан део живота шумских Финаца. Како је вредност дрвета порасла, шумарство је постало исплатива делатност како за шумске Финце, тако и остале.
Традиција паљења шума се смањила у 19. веку због нових економских реалности. Јачањем образовног система и развој комуникације су убрзале тренд напуштања старог начина пољопривреде. Дугогодишњи притисак да се прилагоде и мешање са постојећим скандинавским популацијама, које је долазило са економским и друштвеним променама, довели су до потпуног губитка њиховог идентитета.

## Данашња ситуација
Данас су шумски Финци у потпуности асимиловани у норвешко и шведско друштво и њихов језик је изумро. Последњи познати шведски шумски Финци који су говорили језиком шумских Финаца били су Јоханес Јохансон-Оиноинен (познат као Нитахон Јуси, умро 1965) и Карл Персон (умро 1969).
Међутим, култура шумских Финаца живи у различитим облицима у Норвешкој и Шведској, а бројна имена места подсећају на финско порекло различитих подручја у којима су се населили, укључујући долину Делавер у Сједињеним Америчким Државама. На пример, у општини Груе више од четвртине места имају и даље финске називе.
Шумски Финци, који су данас дефинисани као национална мањина у Норвешкој, представљају посебну подгрупу финског народа у односу на остале у Скандинавији: Торнедалци су дуж шведско-финске границе, Квенси на северу норвешке жупаније Тромс и Финмарк и Финци који су се преселили у Шведску након Другог светског рата. Међутим, све ове групе деле финску етничку припадност.